# Codex Dublinensis

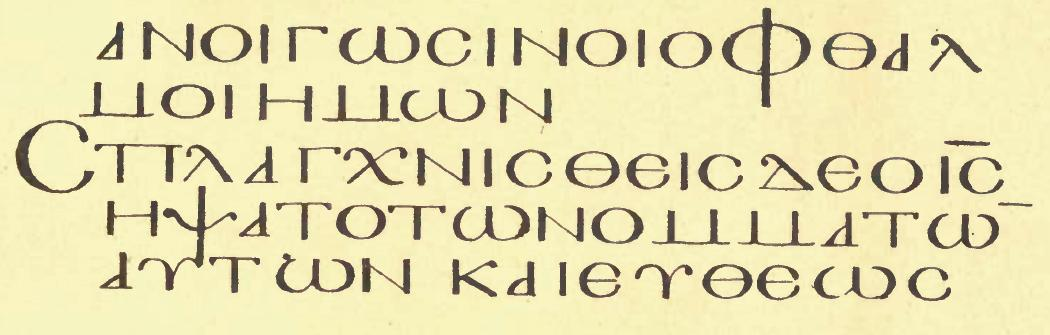
Matteo 20,33-34

El Codex Dublinensis (Dublín, Trinity College (Ms. 32); Gregory-Aland no. Z o 035; ε 26 (von Soden)) es un manuscrito uncial del siglo VI. El códice contiene el Evangelio de Mateo.

## Descripción
El códice consiste de un total de 32 folios de 27 x 20 cm. El texto está escrito en una sola columna por página, con entre 21 líneas por columna.
Contenido
Evangelio de Mateo 1,17-2,6; 2,13-20, 4,4-13; 5,45-6,15; 7,16-8,6; 10,40-11,18; 12,43-13,11; 13,57-14,19; 15,13-23; 17,9-17; 17,26-18,6; 19,4-12.21-28; 20,7-21,8; 21,23-30; 22,16-25; 22,37-23,3; 23,15-23; 24,15-25; 25,1-11; 26,21-29.62-71.
El texto griego de este códice es una representación del tipo textual alejandrino. Kurt Aland lo ubicó en la Categoría III.